# Italo Victor Bersani
Italo Victor Bersani (Itália, ? — Caxias do Sul, 23 de janeiro de 1911) foi um comerciante ítalo-brasileiro.
Filho de Domingos e Francesa Bersani, imigrantes italianos estabelecidos na antiga Colônia Caxias, foi como o pai inspetor das escolas de língua italiana e agente consular da Itália, e administrou o Hotel 20 de Setembro, que seu pai havia fundado. Foi também maçom, membro da Loja Força e Fraternidade.
Ganhou relevo por ser um dos fundadores da Associação dos Comerciantes em 1901, entidade que viria a exercer influência decisiva nos rumos da economia local e regional. Foi elogiado na imprensa como "um grande propugnador pelo progresso da Associação, que a ele deve grande soma de excelentes serviços. Foi seu primeiro presidente em 1901. Foi reeleito em 1902 em homenagem à sua magnífica atuação. Foi vice-presidente em 1904, e voltou à presidência em 1905". A Prefeitura Municipal reconheceu o seu legado batizando uma rua com seu nome, e a sucessora da Associação, a Câmara de Indústria, Comércio e Serviços de Caxias do Sul, instituiu o Troféu Italo Victor Bersani, a maior distinção concedida pela entidade, entregue anualmente a empresas que se destacam pelo empreendedorismo e pela "relevância do conjunto do trabalho empreendido pela organização para o desenvolvimento econômico e social".